# 尖團合流
尖团合流是指现代标准汉语及部分汉语方言中将尖音和团音一概念成团音的一种现象。

## 例子
尖团音合并的汉语中，尖音和团音字同音，产生一些同音词。
比如中央电视台《走基层百姓心声》中，主持人以普通话对各个人提问“您『幸』福吗？”的句子，各个人都有不同的回答，其中一山西太原的中年人回答道“我『姓』曾”。在这里，“幸”是团音（xìng）、“姓”是尖音（sìng），只是因为现代标准汉语把尖团音合并了才会出现这样的笑话。而在保留尖团音区别的漢語中上述情形不会出现，例如閩南語，「姓」的聲母仍為尖音s，而「幸」仍為團音h；南京話，「姓」的聲母仍為尖音s，而「幸」仍為團音x；這兩種漢語的問句「您幸福嗎？」的「幸」便會以團音發音，而不會發為尖音的「姓」，因而不會搞混。
又如，利用拼音输入法试图输入“橡胶”一词时，输入法会同时返回“橡胶”“香蕉”，因现代标准汉语中它们的拼音相同。如若区分尖团音，橡胶、香蕉的拼音则完全不同，分别为siàng jiāo（“橡”为尖音）、xiāng ziāo（“香”为团音）。

## 历史渊源
《圆音正考》是為糾正滿人將漢字翻譯為國書（滿文）時不分尖團音而作的，可见清代滿人或會混淆尖團音。民国初年，国民政府根据全中国各地方言投票制定的老国音仍区分尖团音。但在国语罗马字派的支持下，1932年颁布的《国音常用字汇》将尖音去除，采用不发尖音的北京官话作为基础，尖团音的分别在标准汉语中也就因此消失，例如箭劍不分，即所谓“尖团合流”。中华人民共和国成立后通过的汉语拼音方案，也将尖团合流延续了下来。在一些现代官话包括现代标准汉语和一些受官话影响的漢語例如吴语中的上海话裡，團音也已经腭化成龈腭音，导致和尖音同音不能分辨。但现时仍有很多官话方言如部分中原官话、部分江淮官话、部分膠遼官話和部分西南官话等有尖团音的区别。

## 争论
尖团合流在近代语言学界有过很多争论。在汉语罗马文字/拉丁文字注音学者中，国语罗马字派是尖团合流的主要支持者，北方拉丁化新文字派则主张区分尖团音。

### 支持者
支持者认为尖团合流使语言更为简明。《汉语拼音方案解说》认为“北京和北方话区大多数地方都不分‘尖团’，现代标准汉语当然应当以不分‘尖团’为标准。至于同音词问题可以留待正字法去研究解决。”

### 反对者
反对者则认为更多的音节可以减少同音字的数量，更利于表达。美国汉学家、语言学家罗杰瑞就曾嘲讽不区分尖团音的汉语拼音方案是“懒惰的方案”。